# Semaeopus noverca
Semaeopus noverca är en fjärilsart som beskrevs av Paul Dognin 1900. Semaeopus noverca ingår i släktet Semaeopus och familjen mätare. Inga underarter finns listade i Catalogue of Life.